# 伊高浩昭
伊高 浩昭（いだか ひろあき、1943年 - ）は、日本のラテンアメリカ研究者、ジャーナリスト。

## 来歴
東京生まれ。1966年、早稲田大学政治経済学部新聞学科卒業。共同通信社編集委員。1967年から1975年にラテンアメリカを取材。1975年にイベリア半島、1977年から1979年に沖縄、1981年から1984年にアフリカ南部、1982年にフォークランド紛争など、世界百数十か国・地域を取材。2005年から2014年に立教大学ラテンアメリカ研究所「現代ラ米情勢」担当講師。2014年、同研究所学外所員。

## 人物
- ベネズエラのチャベス政権・マドゥロ政権を支持している。2019年のベネズエラ政変では、アメリカ合衆国の「干渉と軍事介入」を非難する声明の呼びかけ人に名を連ねた[3]。
- デモクラシータイムス（YouTube）に自身の番組をもち、ラテンアメリカやグローバルサウスに関する発信を続けている[4]。

## 著書

### 単著
- 『青春のメキシコ 激動と不安と貧困と』泰流社 1977
- 『南アフリカの内側 崩れゆくアパルトヘイト』サイマル出版会 1985
- 『沖縄アイデンティティー 日本に取り込まれながら日本を相対視する思想』マルジュ社 1986
- 『Cuba砂糖キビのカーテン』リブロポート 1992
- 『イベリアの道』マルジュ社 1995
- 『メヒコの芸術家たち シケイロスから大道芸人まで』現代企画室 1997
- 『キューバ変貌』三省堂 1999
- 『双頭の沖縄 アイデンティティー危機』現代企画室 2001
- 『沖縄-孤高への招待』海風書房 2002
- 『コロンビア内戦 ゲリラと麻薬と殺戮と』論創社 2003
- 『ボスニアからスペインへ 戦の傷跡をたどる』論創社 2004
- 『二〇一〇年の南アフリカ』長崎出版 2010
- 『ラ米取材帖 ラテンアメリカ』ラティーナ 2010
- 『チェ・ゲバラ 旅、キューバ革命、ボリビア』中公新書 2015

### 翻訳
- 『ベネズエラ革命 ウーゴ・チャベス大統領の戦い ウーゴ・チャベス演説集』VIENT 2004
- ウーゴ・チャベス、アレイダ・ゲバラ『チャベス ラテンアメリカは世界を変える!』作品社 2006
- ブライアン・ラテル『フィデル・カストロ後のキューバ カストロ兄弟の確執と〈ラウル政権〉の戦略』作品社 2006
- マリー前村ウルタード、エクトル・ソラーレス前村『革命の侍 チェ・ゲバラの下で戦った日系二世フレディ前村の生涯』松枝愛訳 監修 長崎出版 2009
- 『チェ・ゲバラと共に戦ったある日系二世の生涯 革命に生きた侍』キノブックス 再刊 2017
- イグナシオ・ラモネ『フィデル・カストロ みずから語る革命家人生』岩波書店 2011
- フアーナ・カストロ、マリーア=アントニエタ・コリンズ インタビュー・構成『カストロ家の真実 CIAに協力した妹が語るフィデルとラウール』中央公論新社 2012
- ローリー・キャロル『ウーゴ・チャベス ベネズエラ革命の内幕』岩波書店 2014

## 論文
- Cinii